# Corridoio segreto
Corridoio segreto (Der Favorit der Kaiserin) è un film del 1936 diretto da Werner Hochbaum che ha come interprete principale Olga Tschechowa nel ruolo della zarina Elisabetta di Russia.

## Produzione
Il film fu prodotto dall'Itala Film.

## Distribuzione
Distribuito dalla Casino Film Exchange, uscì nelle sale cinematografiche tedesche presentato il 12 marzo 1936 all'Atrium di Berlino con il titolo originale Der Favorit der Kaiserin. Per la distribuzione negli USA, venne tradotto in The Favorite of the Empress e uscì il 24 dicembre 1939.